# Xenomystax trucidans
Xenomystax trucidans är en fiskart som beskrevs av Alcock, 1894. Xenomystax trucidans ingår i släktet Xenomystax och familjen havsålar. IUCN kategoriserar arten globalt som otillräckligt studerad. Inga underarter finns listade i Catalogue of Life.